# Batalha do Dia de Halima

Diocese do Oriente

Batalha do Dia de Halima (Yawm Halima em árabe) foi uma batalha travada entre as tribos árabes rivais dos gassânidas e lacmidas no século VI. Considerada "uma das batalhas mais famosas da Arábia pré-islâmica", foi nomeado em homenagem de Halima, uma princesa gassânida que assistiu os guerreiros de sua tribo em batalha.
A identidade exata do rei gassânida que lutou a batalha é incerta, mas é comumente identificado com Aretas V (Harite ibne Jabalá), um importante rei cliente bizantino que entrou em conflitos frequentes com os lacmidas sob seus rei respectivo Alamúndaro III. Os lacmidas por sua vez eram clientes do Império Sassânida, e a guerra tribal perene entre eles e os gassânidas foi combinada por uma rivalidade maior entre Bizâncio e Pérsia, com os árabes lutando como auxiliares.
A Batalha do Dia de Halima é assim identificada com uma batalha travada em junho de 554 próximo de Cálcis, onde os gassânidas confrontaram um dos raides de Alamúndaro. Os lacmidas foram derrotados e seu rei Alamúndaro caiu no campo, mas Aretas também perdeu seu filho mais velho Jabalá.